# Дејан Цукић
Дејан Цукић (Београд, 4. новембар 1959) српски је музичар, новинар, публициста, писац и преводилац.

## Музичка каријера
Музичку каријеру је започео у групи Дизел. Након напуштања Дизела дошао је у групу Тилт, а затим у Булевар, где је снимио два студијска албума. По распаду групе постао је члан састава Бајага и инструктори, заједно са колегом из Булевара, гитаристом Ненадом Стаматовићем. Ту је остао све до објављивања албума Јахачи магле (1987), када је основао своју нову групу — Спори ритам бенд.
Рибља чорба је у априлу 1999, у време НАТО бомбардовања СР Југославије, снимила песму Само слога Србина спашава, у којој су гостовали Цукић, Момчило Бајагић, Звонимир Ђукић, Ђорђе Давид и Неле Карајлић. Цукић је био један од музичара који су заједнички снимили песму Кућа хероја, химну спортиста који су представљали Србију на Летњим олимпијским играма 2016. године. Нашао се и међу 55 уметника који су заједно отпевали песму Једра, објављену у мају 2024. године. Песма је била део хуманитарне кампање која је покренута с циљем прикупљања средстава за лечење петорице дечака оболелих од Дишенове мишићне дистрофије.
Слушаоци Радио Београда 202 су у лето 2011. године, у оквиру емисије ПГП на 202, Цукићеву обраду Азрине нумере А шта да радим изабрали за једну од 60 најбољих песама које је ПГП РТБ/ПГП РТС објавио током првих шест деценија постојања. Песма Ружа испод пепела нашла се на 63. месту топ-листе 100 најбољих југословенских рок балада, коју је 2016. године приредио Балканрок.

## Новинарска каријера

### Штампани медији
По распаду Булевара почео је да се бави рок-новинарством за Политикин часопис Рок 82 (касније Рок). Урадио је велики број интервјуа са светским рок-звездама: Dire Straits, Uriah Heep, Saxon, Тина Тарнер, Стинг, Ким Вајлд су најпознатије од њих. Био је један од уредника часописа Жица (излазио током 2001). Редовно пише за Политикин Забавник.

### Радио и телевизија
Од 2014. године је сценариста РТС-ове музичке емисије Три боје звука, настале по узору на BBC-јев серијал Касно увече са Џулсом Холандом. Ауторској екипи емисије Цукић се прикључио након пете снимљене епизоде, а главни задатак му је да водитељима припрема материјал за најаве и разговоре са гостима.
Од 5. октобра 2020. на Радио Београду 202 уређује и води музичку емисију Оде понедељак!, која је на програму сваког понедељка у поноћ.

## Књижевна каријера
Године 2001. је објавио књигу Музика је најбоља — лик и дело Френка Винсента Запе Млађег, а 2007. књигу 45 обртаја — приче о песмама, скуп текстова које је објавио у Забавнику.
Аутор је монографије приређене поводом седам деценија постојања Удружења музичара џеза, забавне и рок музике Србије.

## Остало
Цукић је глумачки деби имао 1986. године, када је тумачио је једну од главних улога у ТВ драми Последња прича, по сценарију Давида Албахарија и у режији Милоша Павловића. За потребе те драме снимио је песму Како те желим, за коју је и написао музику на текст Момчила Бајагића. Учествовао је у телевизијској рок оперети Креатори и креатуре, коју је компоновао Владимир Милачић. Ова оперета, чији је редитељ Милутин Петровић, премијерно је емитована 1. маја 1988. на Телевизији Београд. У оквиру ТВ програма за дочек 1991. године, појавио се у мјузиклу Љубав је хлеб са девет кора, који је режирао Станко Црнобрња. Глумио је диригента у 46. епизоди ТВ серије Андрија и Анђелка, премијерно приказаној у мају 2016. године.
Учествовао је и у ријалити-програму Двор, који се почетком 2011. емитовао на ТВ Пинк.

## Приватни живот
Цукић је похађао Економски факултет у Београду, али га није завршио. У младости је тренирао кошарку у Радничком и Црвеној звезди. Изјашњава се као навијач Звезде.
Од 29. јуна 1988. је у браку са историчарком уметности Милицом Цукић и имају двоје деце — сина Алексу и ћерку Ану. Супрузи је и посветио песму Мокре улице, коју је написао у сарадњи са Бранимиром Штулићем.

### Занимљивости
Његов деда по мајци био је Ристо из Љубиња који је од 1904. живео и радио у Америци. Планирао је да се 1912. из Европе врати за Америку бродом Титаник, али је због олује закаснио.

## Дискографија

### Булевар
| - Лош и млад (1981) - Мала ноћна паника (1982) - Сви марш на плес! (1981) | - Моје безвезне ствари / Немам ништа важно да те питам (1980) - Несташни дечаци / Моја лова, твоја лова (1981) |

### Бајага и инструктори

#### Студијски албуми
- Позитивна географија (1984)
- Са друге стране јастука (1985)
- Јахачи магле (1986)

### Соло и са групом Спори ритам
| - Спори ритам (1987) - Заједно (1989) - 1991 (1991) - 4 1/2... Ја бих да певам... (1996) - Играмо на улици (1998) - Дивљи мед — песме Боба Дилана (2000) - Календар (2002) - Убрзање! (2008) - Улица без бројева (2019) | - (1997) - (2003) - Сан на пола пута (1994) - Приче о љубави (2014) |

## Учешћа на фестивалима
- 1991 — Београдско пролеће, с песмом Све што знаш о мени[23]
- 1996 — Медитерански музички фестивал Будва, с песмом На мору љубави (заједно са Драганом Митрићем)[24]
- 1997 — Медитерански музички фестивал Будва, с песмом Карневал (као Дејан Цукић и Спори ритам бенд)[25]
- 2007 — Музички фестивал Будва, с песмом Куд ме ветар дозива[26]

## Књиге
- Музика је најбоља — лик и дело Френка Винсента Запе Млађег (2001)
- — упутство за употребу (2007)
- 45 обртаја — приче о песмама (2007)

## Филмографија
| Год.  | Назив                       | Улога    | Напомена         |
| ----- | --------------------------- | -------- | ---------------- |
| 1987. | Последња прича              | —        | ТВ филм          |
| 1988. | Креатори и креатуре         | Максим   | ТВ рок оперета   |
| 1990. | Љубав је хлеб са девет кора | —        | ТВ мјузикл       |
| 2016. | Андрија и Анђелка           | диригент | ТВ серија, 1 еп. |